# パーコレーション
パーコレーション（percolation、浸透）とは、コーヒーの抽出機のパーコレーターのようにガソリンが気化して吹き出す現象。
元は自動車用語で、ガソリンがキャブレターに到達するまでに気化し、燃料パイプ内に気泡を生ずること。キャブレター内に燃料が染み出したり、ガソリンが気泡を生じているので、密度が減少して所要量を満たさずエンジンが停止するなどの不具合を生じることがある。エンジンが冷えるまで症状は回復しない。燃料噴射装置を採用している車両では、燃料供給装置内が加圧されているので起こりにくい。ブレーキ液のベーパーロック現象とは似て非なるものであるが、日本でも古くはベーパーロック現象と呼んでいたり、アメリカではパーコレーションのことをベーパーロックと呼ぶ人もいるため、間違いとまでは言いにくい。
また数理工学の分野において、ランダム系を統計的に考察するパーコレーション理論 (percolation theory) が注目されている。
物性物理学・統計力学においては、ランダム系における電気伝導やスピングラス等における秩序の拡散などの現象を記述する理論であり、その応用として画像処理等が考えられる。「パーコレーション網状組織」といった用語も存在する。

## 関連図書
- 小田垣孝 『パーコレーションの科学』 裳華房。ISBN 4-7853-1077-4。
- 小田垣孝 『つながりの科学 : パーコレーション』 裳華房。ISBN 4-7853-8716-5。
- ディートリヒ・スタウファー、A. アハロニー 『パーコレーションの基本原理』 小田垣孝 翻訳、吉岡書店。ISBN 4-8427-0298-2。